# Refsnæs (hovedgård)
 For alternative betydninger, se Refsnæs. (Se også artikler, som begynder med Refsnæs)
Refsnæs er en gammel hovedgård, som nævnes første gang i 1337. Gården ligger i Komdrup Sogn, Hellum Herred, Ålborg Amt, Sejlflod Kommune. Refsnæs Gods er på 395,8 hektar
Refsnæs tilhørte 1337 Niels Pedersen, 1434 og 1462 Morten Jepsen Seefeld, dennes børn Oluf Mortensen, Jes Mortensen 1483-1502, Sophie Mortensdatter, Knud Thommesens efterleverske, 1494, og N. N. Mortensdatter, Las Bratzes, 1487. De følgende ejere var Niels Jensen Seefeld 1502-18 og Morten Knudsen 1504, Laurids Jensen Seefeld, død 1553, og Niels Henriksen 1525, Viffert Lauridsen Seefeld (faldt 1565 ved Axtorna) og Chrf. Lauridsen Seefeld, død 1612, dennes sønner Viffert Seefeld, død 1662, og Jørgen Seefeld, rigsråd, død 1662, begge uden børn, disses søster jomfru Maren Seefeld, hvis dødsbo 1679 solgte Refsnæs (72 tønder hartkorn) for 4596 rigsdaler til købmand Chrf. de Hemmer, hvilket dog vistnok kun var en part af gården, thi 1695 fik han af Magdalene von Ginchel, salig assessor Tøger Lassens, skøde på hendes andel, som var 17/32 (57 og 173 tønder hartkorn).
1702 skødede Chr. de Hemmer sin arvepart i Refsnæs (10 og 28 tønder hartkorn) til sin broder Chrf. de Hemmer, hvis opbudsbo 1730 solgte Refsnæs (57, 32 og 240 tønder hartkorn) ved auktion for 13.500 rigsdaler til etatsråd Frederik von Arenstorff; dennes sønner solgte 1742 Refsnæs (57, 19 og 240 tønder hartkorn) til Hans Fædder, død 1753, hvis enke Mette Cathrine Bay 1765 overdrog den (56, 19 og 240 tønder hartkorn) for 11.611 rigsdaler til sin søn Jens Jørgen Fædder, senere etatsråd, efter hvis død den (57, 57, 324 tønder hartkorn, heri beregnet Dragsgård, 28, og Sigsgård, 11) 1798 solgtes ved auktion for 83.500 rigsdaler til kammerråd Hans Gundorph til Palstrup, død 1801, hvis enke Cecilie Bødker ejede den til sin død 1805. Derefter ejedes den ganske kort af general J.C. Schuchardt, der 1805 solgte den for 71.000 rigsdaler til major, baron I.A. Juel, fra hvem den i slutningen af 1840'erne gik over til svigersønnen Josias Thor Straten, derpå til Storm, der 1853 solgte den til R. K. Westenholz, død 1882, hvis enke derefter arvede den.
Hovedbygningen er opført 1791 af grundmur i 1 stokværk med 2 sidefløje, en ældre af bindingsværk, og en af grundmur, opført 1899. Hovedbygningen er fredet.

## Ejere af Refsnæs
- (1337-1360) Niels Pedersen
- (1360-1400) Ukendt Ejer
- (1400-1434) Jep Mogensen Seefeld
- (1434-1477) Morten Jepsen Seefeld
- (1477-1502) Oluf Mortensen Seefeld / Jørgen Mortensen Seefeld / Jens Mortensen Seefeld
- (1502-1518) Morten Knudsen Vognsen / Niels Jensen Seefeld
- (1518-1542) Jens Nielsen Seefeld / Laurids Nielsen Seefeld
- (1542-1552) Laurids Nielsen Seefeld
- (1552-1565) Otto Lauridsen Seefeld / Viffert Lauridsen Seefeld
- (1565-1612) Christoffer Lauridsen Seefeld
- (1612-1627) Enevold Christoffersen Seefeld / Viffert Christoffersen Seefeld
- (1627-1662) Jørgen Christoffersen Seefeld / Viffert Christoffersen Seefeld
- (1662-1678) Marine Christoffersdatter Seefeld
- (1678-1679) Slægten Seefeld
- (1679-1684) Christoffer de Hemmer
- (1684-1695) Magdalene von Ginchel gift (1) de Hemmer (2) Lassen
- (1695-1702) Christoffer Christoffersen de Hemmer / Christian Christoffersen de Hemmer
- (1702-1704) Christoffer Christoffersen de Hemmer
- (1704-1730) Christoffer Christoffersen de Hemmer (søn)
- (1730-1739) Friedrich von Arenstorff
- (1739-1742) Slægten von Arenstorff
- (1742-1753) Hans Fædder
- (1753-1765) Mette Cathrine Bay gift Fædder
- (1765-1798) Jens Jørgen Hansen de Fædder (søn)
- (1798) Hans Friedrich Jensen de Fædder (søn)
- (1798-1801) Hans Hansen / Hans Gundorph
- (1801-1805) Cecilie Bødker gift Gundorph
- (1805) H.J. Lindahl / Johan Conrad Schuchardt
- (1805-1840) Iver Adolph Ludvig baron Juel
- (1840-1852) Josias Thor Straten
- (1852-1853) Erik Christian Storm
- (1853-1882) Rolf Krake Westenholz
- (1882-1901) Ane Kirstine Hjorth gift Westenholz
- (1901-1923) Frederik Thomas Westenholz (søn)
- (1923-1941) Ane Agathe Hjorth gift Westenholz
- (1941-1970) Rolf Krake Westenholz (søn)
- (1970-2003) Thomas Ulrik Westenholz (søn)
- (2003-) Karin Elisabeth Uebing gift Westenholz / Louise Kristina Westenholz (datter)